# Jill Andrew
Pour les articles homonymes, voir Andrew.
Jill Andrew est une femme politique provinciale canadienne de l'Ontario. Elle est députée provinciale néo-démocrate de la circonscription ontarienne de Toronto—St. Paul's depuis 2018.

## Biographie
Andrew étudie au Humber College (en) où elle obtient un diplôme en travail social avec les enfants et les jeunes. Elle obtient aussi un bachelor of Education (BEd) de l'Université York, une maîtrise de l'Université de Toronto en études féminines et du genre et ensuite un doctorat (PhD) de la faculté de l'Éducation de l'Université York.
Elle partage sa vie avec Aisha Fairclough, une productrice de télévision et consultante en diversité. Toutes deux sont membres du consortium communautaire responsable du Glad Day Bookshop (en), une libraire LGBT du quartier gai Church and Wellesley de Toronto. Andrew cofonde le groupe Body Confidence Canada.

## Carrière politique
Élu en 2018, elle fait partie du caucus néo-démocratique noir avec ses collègues Laura Mae Lindo, Faisal Hassan, Rima Berns-McGown et Kevin Yarde. Elle occupe la fonction de critique en matière de Culture et de Condition féminine.  
S'identifiant comme queer, Andrew est la première personnes noire et queer à siéger à l'Assemblée législative de l'Ontario.
Elle réussit à faire adopter plusieurs projets de loi, dont le Bill 61 qui consacre la semaine débutant le 1er février de chaque année comme Semaine de sensibilisation aux troubles alimentaires,.